# Шарл Шампо
Шарл Шампо̀ (на френски: Charles Champaud) е швейцарски и български учител и гимнастик, единственият състезател за България на първите модерни олимпийски игри в Атина през 1896 г.

## Биография
През 1894 г. пристига в България по покана на правителството за учител по физическо възпитание. От 1894 до 1897 г. е учител в Първа софийска мъжка гимназия. Работи съвмествно с Тодор Йончев. През 1895 г. по инициатива на швейцарските учители по гимнастика в България е основано първото софийско гимнастическо дружество „Юнак“. За пръв главатар на дружеството е избран Шарл Шампо, който има значителен принос за развитието на гимнастиката и физическото възпитание в страната. В гимназията започват да се провеждат редовни гимнастически занимания по предварително съставен план. Едно от помещенията е превърнато в гимнастически салон с гимнастически уреди.
Той е сред 12-те швейцарски учители-гимнастици, изпратени да преподават в България в края на XIX век. България се записва сред 14-те страни участнички на първата олимпиада най-вече благодарение на пристигналите швейцарски учители. Голяма заслуга за участието на швейцареца в Олимпиадата има Тодор Йончев, който е ръководител на делегацията за Атина. На Олимпиадата Шампо се състезава в 3 индивидуални дисциплини на гимнастика. На прескок заема престижното 5-о място и донася първите 2 точки за страната.
Шампо безспорно има значителен принос към развитието на футбола в България. Като един от първите, които популяризират играта у нас, той изиграва ключова роля в запознаването на българската общественост с този нов спорт. Интересно е също, че в началото футболът е бил наричан „игра на ритни-топка“ – наименование, което отразява същността на играта по достъпен и буквален начин. Този ранен период от историята на футбола в България показва колко динамично се е развивал спортът и как постепенно е станал неразделна част от българската култура. Първият български футболен мач е организиран през 1894 г. от швейцарския учител Жорж дьо Режибюс.
По време на състезания в София през 1897 г., Шарл Шампо ранява тежко крака си и се завръща в Швейцария.

## Памет
На Шарл Шампо е наречена улица в квартал „Манастирски ливади“ в София (Карта).